# Trunchinus
Trunchinus är ett släkte av insekter. Trunchinus ingår i familjen dvärgstritar.
Kladogram enligt Catalogue of Life:
| Trunchinus | \| \| Trunchinus laosensis \| \| \| \| \| \| Trunchinus medius \| \| \| \| \| \| Trunchinus sinuatus \| \| \| \| |
|            | \| \| Trunchinus laosensis \| \| \| \| \| \| Trunchinus medius \| \| \| \| \| \| Trunchinus sinuatus \| \| \| \| |
|            | Trunchinus laosensis                                                                                             |
|            | |
|            | Trunchinus medius                                                                                                |
|            | |
|            | Trunchinus sinuatus                                                                                              |
|            | |